# Lysiteles tangi
Espèce
Lysiteles tangi est une espèce d'araignées aranéomorphes de la famille des Thomisidae.

## Distribution
Cette espèce est endémique du Tibet en Chine,. Elle se rencontre dans le xian de Zayü.

## Description
Le mâle holotype mesure 3,76 mm et la femelle paratype 3,35 mm.

## Systématique et taxinomie
Cette espèce a été décrite par Wang et Mi en 2024.

## Étymologie
Cette espèce est nommée en l'honneur de Guo Tang. 

## Publication originale
- Wang, Gan & Mi, 2024 : « Two new species of Lysiteles Simon, 1895 from Cibagou National Nature Reserve, Xizang, China (Araneae, Thomisidae). » Biodiversity Data Journal, vol. 12, no e120347, p. 1-9 (texte intégral).